# Société d'histoire et d'archéologie de Senlis
Pour les articles homonymes, voir SHAS.
La Société d'histoire et d'archéologie de Senlis (SHAS) est une association française créée en 1862 et reconnue d'utilité publique en 1877. Elle a pour but les études historiques et archéologiques relatives à Senlis et son arrondissement, ainsi que la conservation des documents, objets et monuments.

## L'acte de naissance
Les origines de la Société d'histoire et d'archéologie de Senlis remontent à la période de la Restauration française, pendant laquelle se développe en France un fort engouement pour l'histoire et l'archéologie, à la suite des travaux de Jules Michelet, Augustin Thierry ou Prosper Mérimée. Cet intérêt pour la chose ancienne entraine la création à Amiens (Somme) en 1836 de la Société des antiquaires de la Somme (qui devient bientôt la Société des antiquaires de Picardie), puis de ses comités locaux, la Société académique de l'Oise avec siège à Beauvais et la Société historique de Noyon (Oise).
Le sud de l'Oise rejoint bientôt le mouvement à la suite de l'intérêt que l'empereur Napoléon III porte à l'archéologie de la région et aux fouilles qu'il ordonne à partir de 1860 en forêt de Compiègne, sur les sites de Champlieu et de la Ville des Gaules (près de Pierrefonds). C'est ainsi qu'en 1862 est créé un comité local de la Société des antiquaires de Picardie sous le nom de Comité archéologique de Senlis (CAS).
Le CAS est fondé dans le collège de l'abbaye Saint-Vincent de Senlis à l'instigation de Achille Peigné-Delacourt (industriel), vice-président du comité local de Noyon, autour de Jean-Baptiste Voillemier (médecin, premier président du CAS) et de l'abbé Fortuné Magne (enseignant et supérieur du collège). Les autres cofondateurs du CAS sont Victor Chartier (maire de Senlis), Amédée de Caix de Saint-Aymour (étudiant chartiste), Félix Vernois, Jules Puissant (ingénieur civil), l'abbé Jules Gérin (enseignant au collège) et l'abbé Lefranc (économe du collège). Le poète franco-cubain José-Maria de Heredia en devient membre peu après.

## Les premiers pas
Dès 1863, un dépôt d'archives et d'objets est installé par le CAS au sein du collège Saint-Vincent. Dès les premières séances mensuelles, les membres offrent à la société, documents manuscrits, livres, dessins, études, objets de fouilles, médailles et monnaies. Ils forment les embryons des futures bibliothèque et musée.  Le comité se choisit un blason, les armes de la ville de Senlis, et une devise tirée d'un poème de Virgile Antiquam Exquirere Matrem, ce qui peut se traduire par "rechercher la mère antique" ; le comité comporte déjà 74 membres dont Félix Vernois, ancien maire de Senlis, qui reçoit le titre de "membre fondateur". 
L'année suivante est publié le premier volume des Comptes-rendus et mémoires annuels, comprenant l'étude d'un plan de Senlis, celle des armoiries de Creil, celle des pierres tombales de la cathédrale Notre-Dame de Senlis et une étude des évêques de Senlis. La publication se poursuivra sans interruption jusqu'à nos jours.

## La découverte de l'amphithéâtre de Senlis
En 1865, Félix Vernois, membre du CAS, découvre le site des Arènes, édifice de spectacles antique daté du milieu du Ier siècle après Jésus-Christ. Le CAS décide de cofinancer une partie des fouilles. La même année, il ouvre au public son dépôt d'archives et d'objets, qui devient ainsi le premier musée public de Senlis. René de Maricourt, membre du CAS, publie une nouvelle satirique intitulée "Origines, splendeurs et vicissitudes d'une société de savants dans l'empire du Milieu" dans laquelle il se moque gentiment du CAS.
Grâce à l'aura scientifique procuré par la découverte et le déblaiement des Arènes, le CAS se voit confier en 1866 l'organisation à Senlis du Congrès scientifique annuel des sociétés savantes. Le CAS peut également se porter acquéreur du terrain du site des Arènes. Devant l'ampleur prise par les collections du CAS, le musée du comité est déménagé dans l'ancien palais épiscopal de Senlis (actuel musée d'Art et d'Archéologie de Senlis) en 1867.

## La découverte du sanctuaire de guérison antique d'Halatte
En 1872, les vestiges du temple gallo-romain de la forêt d'Halatte (commune d'Ognon (Oise)), fanum antique de type indigène, sont découverts par Léon Fautrat, Inspecteur des Forêts, futur président du CAS. Le comité ordonne et finance les fouilles archéologiques de ce site majeur, dirigées par Amédée de Caix de Saint-Aymour, archiviste paléographe et membre fondateur du Comité. L'expertise du CAS en matière d'archéologie est de nouveau récompensée avec la reconnaissance d'utilité publique par l’État dès 1877. Le CAS organise à nouveau le Congrès scientifique annuel des sociétés savantes la même année et publie le cartulaire du prieuré Saint-Christophe-en-Halatte. Les nombreux ex-voto prophylactiques mis au jour lors des fouilles du temple d'Halatte sont exposés au musée du Comité à partir de 1882. De nouvelles fouilles seront organisées en 1907 puis en 1999. Certains objets découverts aux Arènes et au temple d'Halatte seront exposés lors des expositions universelles de 1878, 1889 et 1900 à Paris. 
En 1888, à la suite du décès de Félix Vernois, inventeur de l'amphithéâtre, le CAS organise une quête publique pour financer les travaux de l'avenue menant aux Arènes, qui prendra le nom d'avenue Félix-Vernois. Le dégagement de l'édifice ne sera achevé qu'en 1899, il était classé monument historique depuis 1880. À cette date, le CAS compte cent-cinquante membres. Sa prospérité lui permet de subventionner une partie des vitraux de l'église de Bouvines, en raison de l'implication de l'évêque de Senlis, Guérin, dans la victoire de Bouvines en 1214. Le CAS obtient le statut d'association en 1901 puis publie en 1909 la Monographie de la cathédrale de Senlis et en 1914 les Mémoires et souvenirs de MM de Junquières.

## L'Entre-Deux Guerres, les années difficiles
Après la Première Guerre mondiale, Senlis doit reconstruire les cent-dix bâtiments brûlés volontairement par l'ennemi en septembre 1914. Le maréchal Ferdinand Foch, dont le QG était établi à Senlis en 1918, accepte d'être président d'honneur du Comité en 1919. Le CAS, qui a rapidement cessé d'être une simple comité local de la Société des antiquaires de Picardie, prend en 1921 l'appellation de Société d'histoire et d'archéologie de Senlis (SHAS). En 1925, la SHAS crée le musée lapidaire de la cathédrale dans les tribunes, pour conserver les débris de sculptures arrachées à la flèche par les bombardements allemands de 1914. Entre 1925 et 1948, la publication des Comptes-rendus et mémoires n'est assurée que tous les deux ans. En 1927, le musée de la SHAS, qui a pris le nom de Musée régional, est transféré à l'hôtel du Haubergier, plus vaste. Malheureusement, le loyer élevé du bâtiment puis son bombardement en juin 1940, la suppression des subventions en 1940 ainsi que le manque de visiteurs payants au musée et aux Arènes provoque la fermeture du musée. Les comptes de la Société étaient déjà en déficit depuis 1937. Ces difficultés provoquent dès 1946 la volonté de la SHAS de faire don des Arènes et du musée à l’État. Cela aboutira en 1948 à la cession du musée (à l'exception de sa bibliothèque et de ses archives) à la ville, qui s'engage en échange par contrat daté de 1952 à prêter à la SHAS un local au château royal de Senlis pour son siège ainsi qu'une salle pour ses réunions mensuelles. Encore en 2014, le Musée d'art et d'archéologie de Senlis présente dans ses collections permanentes plus de cinquante objets étiquetés "Comité archéologique de Senlis" ou "Société d'histoire et d'archéologie de Senlis", parmi lesquels un buste de l'empereur Vespasien (Ier et IIIe siècles), la crosse de l'évêque Guérin (chancelier de France) (XIIe siècle), la pierre tombale de dame Alix, femme de Jean de Brie et de Fresnoy (XIIIe siècle), une vierge de pitié (XVIe siècle), 8 objets protohistoriques, 23 objets antiques et 9 objets mérovingiens. Les Arènes resteront cependant propriété de la SHAS. 
De 1937 à 1939 puis de 1943 à 1945, les Arènes de Senlis sont à nouveau fouillées sous la direction de Georges Matherat, professeur de mathématiques, futur directeur de la 2e circonscription archéologique historique (région parisienne et Oise) de 1945 à 1950. La SHAS publiera le résultat de ses travaux en 1950.
De 1948 à 1962, la publication des Comptes-rendus et mémoires redevient annuelle, mais les volumes sont minces et imprimés en petits caractères sur du mauvais papier. D'après des témoignages oraux et des photographies, des corridas sont organisées aux « Arènes » en 1956 à l'initiative de l'entrepreneur senlisien Albert Delgorge, membre de la SHAS.

## Le renouveau de la Société depuis 1970
Avec le regain d'intérêt pour le patrimoine qui caractérise les années 1960, les volumes de Comptes-rendus et mémoires reprennent une pagination conséquente à partir de 1967. En 1970, la SHAS réédite le Mystère de la rue Saint-Yves à l'Argent traitant de la supposée fille de l'Aiglon. En 1973, les Arènes sont étudiées par Jean-Pierre Adam, spécialiste en architecture au CNRS et sa recherche est publiée par la SHAS. La même année, la Société réédite le Guide de Senlis, promenades par les rues et monuments et, en 1979, elle publie Le diocèse de Senlis pendant la Révolution. En 1977, à l'occasion des travaux de drainage dans la partie nord des Arènes, deux sondages sont effectués sous la direction de l'archéologue municipal Marc Durand, membre du bureau de la SHAS. Les quatre carceres sont restaurés entre 1978 et 2002. Enfin, une dernière fouille archéologique est effectuée en 2004 sous la direction de Hervé Sueur, étudiant à Nantes, pour le compte de la SHAS.
À partir de 1986, les Comptes-rendus et mémoires sont imprimés et reliés sur papier glacé. Ils paraissent tous les deux ans à partir de 1998 et sont imprimés en quadrichromie à partir du volume 2008-2009. Pour compléter l'offre, un site internet de la SHAS est mis en ligne en 2008.
À partir de 1987, les numéros spéciaux thématiques se multiplient : Notre-Dame de Senlis (1987) ; Les Arènes de Senlis (1989) ; L'hôpital de la Charité de Senlis (1990) ; Senlis archéologique et monumental (1995) ; Le Comté de Valois (1998) ; La ville de Senlis dans les gravures et dessins du XVIIe au XIXe siècle (2000) ; Actes du colloque du Cinquantenaire (2012) ; Ce que j'ai vu et fait pendant l'Invasion, journal d'un jeune Senlisien en 1914 (2014)... Les tables analytiques des mémoires sont mises à jour en 1989 et publiées. En 2000, elles sont complétées par les tables analytiques des archives de la Société, riches alors de plus de 4 500 documents. De plus, les Mémoires de 1862 à 1939 sont intégralement mis en ligne par Gallica.
En 2010, une nouvelle action est lancée : la Conférence annuelle des collégiens, qui présente devant les sociétaires le produit des recherches de l'année effectuées par des collégiens avec leur professeur d'histoire au collège Albéric-Magnard de Senlis. En 2011, la SHAS apporte son expérience à l'organisation des 45e Journées de l'Association des professeurs d'histoire et de géographie, à Senlis.
La SHAS fête ses 150 ans et son 200e sociétaire en 2012. Un colloque est organisé sur les lieux de sa création, le collège Saint-Vincent (Senlis) et les actes du colloque sont publiés aussitôt. Le site Internet de la SHAS est entièrement rénové. À l'occasion du 150e anniversaire, une exposition est organisée à Senlis : Les Trésors de la Société d'histoire et d'archéologie.
À partir de 2012, la SHAS organise aussi, lors des Journées européennes du patrimoine et des Journées nationales de l'archéologie, l'animation des Arènes dont elle est toujours propriétaire, ainsi qu'une randonnée du patrimoine à la découverte du patrimoine des quartiers hors secteur sauvegardé. Enfin, depuis 2012, les notices des ouvrages de la bibliothèque de la SHAS sont consultables en ligne sur le site de la bibliothèque municipale de Senlis.
En 2013, le 300e sociétaire est accueilli. Une newsletter mensuelle, Les Tablettes, est lancée à destination des sociétaires. Elle reprend les nouvelles historiques et archéologiques de l'arrondissement de Senlis. La municipalité met à la disposition de la SHAS des locaux spacieux dans l'hôtel du Vermandois : un bureau, une bibliothèque pour les livres, une autre pour les périodiques, une salle d'archives et une salle de stockage sont aménagés par les bénévoles de la Société. La SHAS devient organisme référent auprès de la municipalité de Senlis, du Parc naturel régional Oise-Pays de France, du Conseil général de l'Oise, de la Fédération française de randonnée pédestre... Elle est consultée sur de nombreux projets impliquant l'histoire, le patrimoine ou l'archéologie.
Pour le centenaire de 1914, la SHAS co-organise à Senlis le colloque Entrer en guerre dans l'Oise en collaboration avec l'Office national des anciens combattants et victimes de guerre (ONAC), la ville de Senlis, l'Association des professeurs d'histoire-géographie (APHG), Canopé (centre de ressources de l'académie d'Amiens) et un collectif de sociétés historiques de l’Oise. Les Comptes-rendus et mémoires publiés en 2014 traitent entre autres des traces du conflit dans le tissu urbain de Senlis. La Conférence des collégiens présente les souvenirs familiaux des élèves ayant trait à la guerre.

## Les activités de la Société d'histoire et d'archéologie de Senlis
Du mois de septembre au mois de juin, la SHAS offre un cycle de conférences, le 3e samedi de chaque mois. Ces conférences sur des sujets d’histoire, d'archéologie et d'histoire de l'art concernant Senlis et sa région sont ouvertes à tous et publiées dans les Comptes-rendus et mémoires. Une conférence par an est réservée aux collégiens du collège Albéric-Magnard de Senlis, qui présentent leurs recherches de l'année.
Tous les deux ans, avec toutefois une interruption depuis le volume de 2008-2009 paru en 2011 seulement, la SHAS publie ses travaux dans une revue en quadrichromie de 200 pages environ. Les corrections, la conception et le suivi d'impression sont assurés par un comité de lecture. La SHAS publie aussi de nombreux hors-séries. Une newsletter intitulée Les Tablettes informe mensuellement par courriel ou courrier les sociétaires de l'actualité historique et archéologique de l'arrondissement de Senlis.
Propriétaire du site des Arènes de Senlis, la SHAS a pour mission de veiller à leur conservation, à leur animation et à leur étude. Le site est notamment animé en juin (Journées nationales de l'archéologie) et en septembre (Journées européennes du patrimoine). Le site peut également être visité sur demande pour les associations archéologiques. Des visites pour le grand public (sur réservation) sont organisées par l'Office de tourisme de Senlis les premiers dimanches de chaque mois.
La sortie culturelle annuelle de printemps a pour but de faire découvrir aux sociétaires des lieux historiques de Picardie ou d'ailleurs habituellement fermés au public.
Depuis peu de temps, la SHAS organise occasionnellement des colloques, ce qu'elle n'avait plus fait depuis l'organisation du Congrès scientifique annuel des sociétés savantes en 1866 et 1877 : Le cent-cinquantenaire de la SHAS en 2012 ; et Entrer en guerre dans l'Oise (comme co-organisatrice) en 2014.
La SHAS offre tout au long de l'année son aide aux chercheurs, étudiants, professeurs, sociétés savantes, associations ou simples particuliers et leur ouvre son centre de documentation de l'hôtel du Vermandois.
Rôle de conseil et d'expertise auprès de la municipalité de Senlis, de l'office du tourisme, du Parc naturel régional Oise-Pays de France, du Conseil général de l'Oise, de la Fédération française de randonnée pédestre... sur divers projets (Pays d'art et d'histoire, centenaire de 1914, balisage de circuits touristiques, noms des rues, système d'information géographique (SIG)... La SHAS est également membre de la Commission départementale des objets mobiliers.

## La bibliothèque
La SHAS met à la disposition des chercheurs ses archives, riches de plus de 5000 documents d'histoire régionale, dont le plus ancien date de 1206.
Il existe une table analytique dans laquelle les documents sont classés par auteur, par personnages, par lieux et par thèmes. Cette table est complétée par une version numérique (consultable en interne), par une table du dépouillement des registres paroissiaux de Senlis jusqu'à la Révolution, et par une table des personnes citées dans l'Inventaire des maisons et Enseignes de Senlis.
De plus, la SHAS ouvre sur rendez-vous sa bibliothèque[Quoi ?] riche de milliers d'ouvrages et de périodiques. Depuis 2016, le catalogue de la bibliothèque est accessible en ligne : http://archeologie-senlis.fr/pmb/opac_css/ . Il permet d'accéder, pour l'instant, aux ressources imprimées et iconographiques ; à terme, l'ensemble des collections seront signalées, conjointement à une numérisation des documents les plus intéressants. De plus, la bibliothèque rassemble les 74 volumes des Comptes-rendus et mémoires publiés depuis 1862 et totalisant plus de 17 600 pages. Des tables alphabétiques et analytiques permettent de retrouver les références au sein des volumes antérieurs à 1989.
La Bibliothèque nationale de France a numérisé et met à disposition du public au format texte les volumes de Comptes-rendus et mémoires de 1862 à 1939. La bibliothèque municipale de Senlis a numérisé un certain nombre d'ouvrages conservés à la fois par elle et dans celle de la SHAS. Ils sont consultables en ligne et téléchargeables en mode indexé sur le site de la bibliothèque municipale. Enfin, la collection des 879 photographies de la SHAS (collection Eugène Müller) a été complètement numérisée. Les photographies sont intégrées à la « base Séraphine » (pour l'iconographie de Senlis et de ses environs) et à la « base Müller » (pour l'iconographie hors département de l'Oise).

## Liste des présidents de la Société
- 1862 : Dr Jean-Baptiste Voillemier
- 1865 : M l'abbé J.-L.-F. Magne
- 1868 : Comte Alfred de Longpérier-Grimoard
- 1887 : M. Ernest Dupuis
- 1917 : M. Léon Fautrat
- 1924 : M. Gustave Macon
- 1927 : Baron André de Maricourt
- 1933 : Dr René Bénard
- 1957 : Dr Léon Dautheuil
- 1967 : Dr Jean Vergnet-Ruiz
- 1972 : M. Raymond Cazelles
- 1985 : M. William Hannagan
- 2005 : Mme Marie-Thérèse Croizé de Pourcelet
- 2007 : M. Roger Béchet
- 2013 : Dr Gilles Bodin